# Ete (Komárom-Esztergom)
Pour les articles homonymes, voir Ete.
Ete est un village et une commune du comitat de Komárom-Esztergom en Hongrie.